# (466614) 2014 VL12
(466614) 2014 VL12 es un asteroide perteneciente al cinturón de asteroides, descubierto el 19 de octubre de 1999 por el equipo Spacewatch desde el Observatorio Nacional de Kitt Peak (Arizona, Estados Unidos).